# Elverparken
Elverparken er den næststørste park i Herlev. Den nordligste og flade del af parken er anlagt i 50'erne. Den sydligste del med terræn har tidligere været grusgrav. Denne del af parken er anlagt som park i 60'erne. Sidenhen er den sydlige del af parken omlagt af flere gange – især pga. stigende grundvandsstand i området. Ved renovering i 2016 blev der anlagt en sø for at forhindre oversvømmelse og for at undgå at skulle pumpe grundvand op fra parken.